# 스모킹 에이스
《스모킹 에이스》(영어: Smokin' Aces)는 2007년에 개봉한 미국, 영국, 프랑스의 액션 스릴러 영화이다. 조 카너핸이 연출과 각본을 맡았다. 앙상블 캐스트로 벤 애플렉, 라이언 레이놀즈, 앤디 가르시아, 크리스 파인, 코먼, 레이 리오타, 얼리샤 키스, 터라지 P. 헨슨, 제이슨 베이트먼, 매슈 폭스가 출연하였다.
2010년 프리퀄 비디오 영화 《스모킹 에이스 2》(en:Smokin' Aces 2: Assassins' Ball)가 출시되었다.

## 줄거리
라스베이거스 마술사 출신의 갱스터 버디 "에이시스" 이즈리얼은 연방수사국(FBI)과 면책 협상을 시도하며 타호호 호텔에 숨어 지낸다. 그 사이 병든 마피아 두복 프리모 스퍼라자가 에이시스에게 백만 달러의 현상금을 걸고 그의 심장을 가져오라는 지시를 내린다. 이로 인해 다양한 암살자들이 에이시스를 노리고 호텔에 잠입한다. 변장의 달인 라즐로 수트, 스퍼라자의 부두목이 고용한 킬러 여성 듀오 셔리스 워터스와 조지아 사이크스, 용병 파스쿠알레 "엘 에스트라고" 아코스타, 그리고 정신병적인 신나치주의자 트레머 형제가 그들이다. 
FBI 특수 요원 리처드 메스너와 도널드 커러더스는 에이시스를 보호하라는 명령을 받고 호텔로 향하지만, 이미 수많은 암살자들이 침투한 상황이다. 현상금 사냥꾼 잭 듀프리 일행도 에이시스를 포획하려 하지만 트레머 형제에게 공격을 받고, 커러더스는 아코스타와의 총격전에서 부상을 입는다. 수트는 에이시스의 측근으로 위장해 잠입하고, 에이시스는 FBI와의 면책 협상이 깨졌다는 사실을 알고 자살을 시도하지만 실패한다.
격렬한 총격전 속에서 커러더스와 아코스타가 쓰러지고, 사이크스는 가까스로 살아남아 펜트하우스로 도망친다. 한편 워터스는 배럿 M82를 활용한 저격으로 FBI를 압도하지만 결국 FBI에 포위된다. 메스너는 동료 커러더스의 죽음에 괴로워하지만 사이크스, 그리고 에이시스에게 배신당한 부관 아이비를 보내준다.
에이시스는 FBI에 의해 병원으로 이송되고, 그 과정에서 모든 진실이 밝혀진다. 스퍼라자의 정체는 과거 FBI 비밀 요원이었던 프리먼 헬러였고, 에이시스는 그의 사생아였다. 헬러는 심장 이식이 필요했고, 에이시스는 가장 적합한 기증자였던 것. FBI는 에이시스를 희생시켜 헬러를 살리고 그의 범죄 조직을 이용하려 했던 것이다. 진실을 알게 된 메스너는 분노하며 에이시스와 헬러의 생명 유지 장치를 모두 제거해 죽인다. 그리고 자신의 총과 배지를 바닥에 내려놓으며 FBI에서 사직할 것을 표명하고 처분을 기다린다.

## 출연
- 벤 애플렉 - 잭 듀프리 역
- 라이언 레이놀즈 - FBI 특수 요원 리처드 메스너 역
- 앤디 가르시아 - FBI 부국장 스탠리 로크 역
- 크리스 파인 - 다윈 트레머 역
- 코먼 - "서 아이비" 역
- 제러미 피븐 - 버디 "에이시스" 이즈리얼 역
- 레이 리오타 - FBI 특수 요원 도널드 커러더스 역
- 토미 플래너건 - 라즐로 수트 역
- 조지프 러스킨 - 프리모 스퍼라자 역
- 앨릭스 로코 - 시드니 서나 역
- 데이비드 프로발 - 빅터 "베이비 버즈" 퍼디시 역
- 얼리샤 키스 - 조지아 사이크스 역
- 터라지 P. 헨슨 - 셔리스 워터스 역
- 네스터 카보넬 - 파스쿠알레 "엘 에스트라고" 아코스타 역
- 케빈 듀랜드 - 지브스 트레머 역
- 모리 스털링 - 레스터 트레머 역
- 커티스 암스트롱 - 모리스 메클런 역
- 제이슨 베이트먼 - 리플리 "립" 리드 역
- 블라디미르 쿨리흐 - 스벤 "더 스위드" 잉스트롬 의사 역
- 피터 버그 - 피트 "피스톨 피트" 디크스 역
- 마틴 헨더슨 - 홀리스 엘모어 역
- 조엘 에저턴 - 휴고 크루프 역
- 크리스토퍼 마이클 홀리 - "비니" 역
- 매슈 폭스 - 빌 역
- 웨인 뉴턴 - 본인 역